# Академія мистецтв і дизайну «Бецалель»
Академія мистецтв і дизайну «Бецалель» (івр. בצלאל; англ. Bezalel Academy of Art and Design) — Національна академія мистецтва та дизайну Ізраїлю в Єрусалимі. Назва закладу апелює до біблійного персонажа на ймення Бецалель, сина Урі, якому Бог заповів будувати житло, що відтак став першою «названою» в історії людиною-митцем. Окрім того, він сконструював й оздобив Ковчег Заповіту.

## Загальна інформація
У теперішній час більшість корпусів Академії розташована на горі Скопус в Єрусалимі, безпосередньо примикаючи до комплексу кампусів та авдиторій Єврейського університету.
Адреса закладу: Хар а-Цофім, а/с 24026, Єрусалим, 91904, Ізраїль.
Станом на 2008 рік у Академії мистецтв і дизайну «Бецалель» навчались близько 1 500 студентів.

## Історія закладу

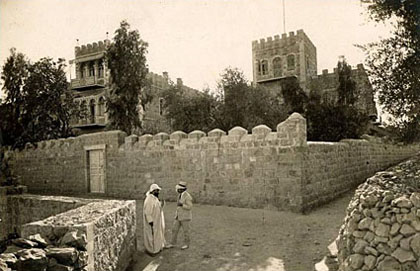
Будівлі Академії у 1913 році

Мистецький навчальний заклад як Школу мистецтв і ремесел було засновано у тодішньому османському Єрусалимі в 1906 році. Засновником закладу став член Болгарської Академії мистецтв Борис Шац (Boris Schatz).який був скульптором короля Фердинанда Першого Болгарського. Скульптор привіз з собою шість учнів до Єрусалиму. Метою Шаца було вплинути на культурне життя ішув. Кожен студент академії мав отримати ремесленні навички й, за можливості, навчитися грати на музичному інструменті.
Фінансову підтримку для заснування й розбудови академії надав Отто Варбург й група німецьких сіоністів, які допомогли знайти знаряддя для ткацтва, шиття, різьбярства й роботі з металом. Шац стверджував, що хотів, аби студенти вивчали не тільки єврейським студіям, але й мали економічно прибуткові спеціальності.
У 1911 році, коли в академії навчалися 460 студентів, була здійснена спроба переселення студентів до Бен-Шемен, де працювали родини 14 єменських майстрів срібних виробів.
Протягом Першої світової війни академія переживала складні часи через брак фінансування. Шац разом із іншими публічними особами, став заручником турків. Перша Школа припинила свою діяльність у 1929 році через фінансові труднощі.
Після війни Шац почав кампанію зі збору коштів на поновлення роботи академії. Йому вдалося реконструювати школу. Шац помер за кордоном, а школу невдовзі було закрито(1932 р). Однак, у прийдешньому році, коли збільшився потік біженців й іммігрантів з гітлерівської Європи, у академії з'явилася потреба, разом із новим персоналом.
Лише 1935 року завдяки значній підтримці діячів сіонізму відновила свою роботу Нова Школа мистецтв і ремесел за керівництвом Йозефа Будко, який зміг відділити академію від прилеглого музею. Артур Руппін став головою комітету, який отримав кошти від Єврейського Національного Фонду, Єврейської агенції й Підмандатної Держави. Вчителями були Якоб Штейнхарт й Ісідор Ашеєм, які були випускниками академії. Ден Хофнер, який став директором академії у 1963, модернізував академію, зробивши акцент на дизайні. За його діяльності кількість студентів збільшилася з 29 у 1936 до 300 у 1969 році. Цього ж року Школа дістала статус Академії мистецтв.
Са́ме починаючи від 1986 року більшість факультетів Академії розташовані на горі Скопус.
З огляду на розвиток і змінюваність сучасного, зокрема, культурного життя, у Академії в різний час діяли різні відділення — крім класичних і таких, що вже стали класичними (образотворчого мистецтва, ювелірного мистецтва, кераміки та скла, архітектури, дизайну довкілля, відео й анімації, графічного дизайну). До навчального процесу входили: малювання, скульптура, індустріальний дизайн, типографія, ілюстрування книжок, кераміка, емалювання, літографія та ін. У теперішній час працюють також відділення візуальної комунікації, а починаючи з 2004 — і промислового дизайну.
При вступі до Академії абітурієнти надають зразки своїх робіт. Приймальна комісія складається з двох викладачів вишу й одного студента-старшокурсника.